# Michael Andrei
Michael Andrei (ur. 6 sierpnia 1985 w Konstancie) – niemiecki siatkarz, reprezentant kraju, grający na pozycji środkowego. 

## Sukcesy klubowe
Liga niemiecka:
- 2007

Liga belgijska:
- 2014

Puchar Francji:
- 2016

## Sukcesy reprezentacyjne
Mistrzostwa Świata:
- 2014

Igrzyska Europejskie:
- 2015

Mistrzostwa Europy:
- 2017